# St. Georg (Roith)

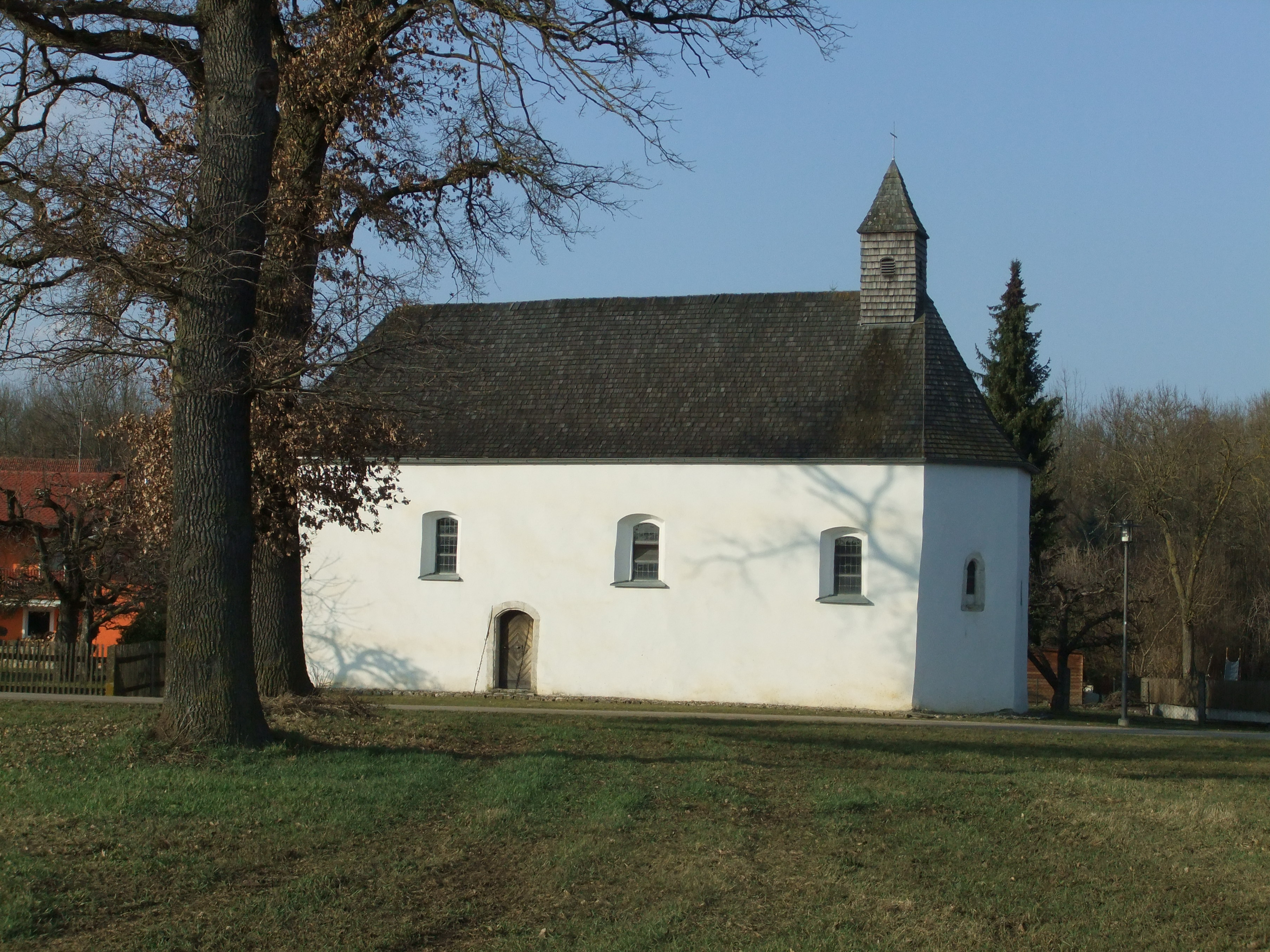
St. Georg (Roith)

Die römisch-katholische, denkmalgeschützte Filialkirche St. Georg steht in Roith, einem Gemeindeteil der Gemeinde Mintraching im Landkreis Regensburg in der Oberpfalz. Sie ist dem Bistum Regensburg zugeordnet. Das Bauwerk ist unter der Denkmalnummer D-3-75-170-20 als Baudenkmal in die Bayerische Denkmalliste eingetragen.

## Beschreibung
Die romanische Saalkirche wurde um 1390 nach Osten erweitert. Sie besteht aus einem Langhaus, dessen Satteldach im Westen abgewalmt ist, und einem gleichfluchtenden, dreiseitig geschlossenen Chor im Osten. Dem um 1620 erneuerten Dach wurde um 1819 über dem Chor ein quadratischer, mit Schindeln verkleideter Dachreiter aufgesetzt, der den Glockenstuhl beherbergt, und mit einem Pyramidendach bedeckt. Vor der Westwand im Innenraum des Langhauses wurde im 17. Jahrhundert eine Empore eingebaut.